# NGC 4989
NGC 4989 ist eine 13,3 mag helle Linsenförmige Galaxie vom Hubble-Typ S0/a im Sternbild Jungfrau auf der Ekliptik. Sie ist schätzungsweise 135 Millionen Lichtjahre von der Milchstraße entfernt und hat einen Durchmesser von etwa 65.000 Lj.
Im selben Himmelsareal befinden sich u. a. die Galaxien NGC 4975, NGC 4990, IC 855.
Das Objekt wurde am 17. April 1784 von Wilhelm Herschel mit einem 18,7-Zoll-Spiegelteleskop entdeckt, der sie dabei mit „F, S, iF, near a pretty bright star“ beschrieb.